# Baronía de Segur
La baronía de Segur es un título nobiliario español que tiene su origen en el antiguo feudo catalán de la familia Calders, de Cervera (provincia de Lérida).
Fue reconocido como título del reino el 23 de octubre de 1816 por el rey Fernando VII en la persona de Miguel Antonio de Vilallonga y Grimau, que se convirtió así en el primer barón de Segur.
El título fue rehabilitado en 1915 por el rey Alfonso XIII, a favor de Salvador de Vilallonga y de Cárcer, VIII marqués de Castellbell, marqués de Castellmeyá, barón de Maldá y Maldanell, como segundo barón de Segur.

## Barones de Segur
|                                 | Titular                                         | Periodo                   |
| Creación por Fernando VII       | Creación por Fernando VII                       | Creación por Fernando VII |
| ------------------------------- | ----------------------------------------------- | ------------------------- |
| I                               | Miguel Antonio de Vilallonga y Grimau           | 1816-                     |
| Rehabilitación por Alfonso XIII |                                                 |                           |
| II                              | Salvador de Vilallonga y de Cárcer              | 1915-1974                 |
| III                             | Alfonso Salvador de Vilallonga y Cabeza de Vaca | 1979-1997                 |
| IV                              | Alfonso de Vilallonga y Serra                   | 1998-actual titular       |

## Historia de los barones de Segur
- Miguel Antonio de Vilallonga y Grimau, I barón de Segur.

Rehabilitado en 1915 por:
- Salvador de Vilallonga y de Cárcer (8 de octubre de 1891-25 de febrero de 1974), II barón de Segur,[1] VIII marqués de Castellbell, grande de España,[2] VIII marqués de Castellmeyá, VII barón de Maldá y Maldanell, gentilhombre de cámara del rey Alfonso XIII, caballero maestrante de Sevilla, caballero de la Orden de Malta y presidente del real cuerpo de la nobleza de Cataluña.[1]

Casó, el 30 de abril de 1919, con María del Carmen Cabeza de Vaca y Carvajal, hija de Vicente Cabeza de Vaca y Fernández de Córdoba, X marqués de Portago y de Ángela Carvajal y Jiménez de Molina, XI condesa de la Mejorada. Le sucedió, en este título, su hijo:
- Alfonso Salvador de Vilallonga y Cabeza de Vaca Barcelona, 5 de febrero de 1927-Barcelona, 1997), III barón de Segur y VIII barón de Maldá y Maldanell.[1]

Casó, en San Felíu de Llobregat, el 22 de abril de 1959, con Concepción Serra y Ramoneda. Le sucedió su hijo en 1998:
- Alfonso de Vilallonga y Serra (n. Barcelona, 22 de agosto de 1960), IV barón de Segur y IX barón de Maldá y Maldanell.[1]